# Carl Ludwig Schleich (Politiker)

Carl Ludwig Schleich

Carl Ludwig Schleich, auch Karl-Ludwig Schleich, (* 3. April 1899 in Piontkowo; † 6. Juni 1944 bei Ryes) war ein deutscher Politiker (NSDAP) und SA-Führer.

## Leben und Wirken
Als Kind wurde von Schleich zunächst zu Hause unterrichtet, dann in höheren Schulen in Graudenz, Posen und Berlin. Von 1914 bis zum Februar 1918 besuchte er die Kadettenanstalten Bensberg und Groß-Lichterfelde, die er mit dem Reifezeugnis verließ. Anschließend nahm er als Fähnrich beim Pionierbataillon 26 am Ersten Weltkrieg teil, bis er am 8. August 1918 in britische Kriegsgefangenschaft geriet. Nachdem von Schleich im November 1919 aus dieser heimkehrte, war er als kaufmännischer Lehrling bei der Speditions- und Elbschiffahrtskontor A.G. in Schönebeck an der Elbe tätig, die sich auf Getreide, Futter- und Düngermittel sowie Kohlen spezialisierte. Später war er als regulärer kaufmännischer Angestellter für dieselbe Firma tätig. Von 1925 bis 1931 war von Schleich schließlich Geschäftsführer einer Filiale in Blankenburg am Harz. 
Seit 1925 war Schleich SA-Führer. Am 1. Februar 1932 wurde er zum hauptamtlichen Führer der SA-Standarte J 10 in Goslar ernannt. Am 1. Mai 1935 wurde von Schleich zum Führer der SA-Brigade 69 in Hagen und am 1. Juli 1937 zum Führer der SA-Brigade 30 „Berlin West“ ernannt. Am 20. April 1934 erlangte Schleich den Rang eines SA-Oberführers. Einigen Angaben zufolge erreichte er später noch den Rang eines Brigadeführers.
Von März 1936 bis zu seinem Tode war Schleich Abgeordneter für den Wahlkreis 18 (Westfalen Süd) im nationalsozialistischen Reichstag. Sowohl in Goslar als auch in Hagen war er Ratsherr gemäß der Deutschen Gemeindeordnung.
Im Zweiten Weltkrieg wurde Schleich 1939 als Leutnant der Reserve im Aufklärungsregiment 6 zum Kriegsdienst einberufen. Zuletzt war er Rittmeister der Reserve und führte ein Infanteriebataillon. Schleich starb im Juni 1944 bei Kampfhandlungen in der Normandie.